# Mont Ōtenjō
Le mont Ōtenjō (大天井ヶ岳, Ōtenjō-ga-dake) est une montagne culminant à 1 439 m d'altitude dans les monts Ōmine, à la limite des villages de Kurotaki, Kawakami et Tenkawa dans la préfecture de Nara au Japon.